# 甲斐麻美
甲斐麻美（日语：／ Kai Asami，1987年1月9日—）是一名出身於日本熊本縣熊本市的女演員，後來成為Cross Star Promotion旗下女藝人。身高163cm。她在熊本市立長嶺中學校及私立熊本國府高等學校（情報處理科）畢業。她亦曾在拍攝特攝作品《魔法戰隊魔法連者》，飾演魔法藍（小津麗）。2009年8月結束藝能活動，但未確定是否從演藝圈引退，並以咖啡店的工作為重心，長時間以來一直在學習做咖啡與蛋糕西點，2012年6月與圈外男友結婚，兩人於2020年開設YouTube頻道。

## 參與作品

### 電視劇
- 魔法戰隊魔法連者（2005年－2006年，朝日電視台） 飾演 藍色魔法使／小津麗
- Drama 30 がきんちょ〜リターン・キッズ〜（2006年，TBS） 飾演 蒼井風花
- 女子アナ一直線!（2007年，東京電視台） 飾演 花村彌生

### 電影
- 魔法戰隊魔法連者 THE MOVIE 冥府的新娘（2005年，東映） 飾演 藍色魔法使／小津麗
- 學校的階梯（2007年，アンプラグド） 飾演 天崎泉
- CHAGE and ASKA Concert Tour 2007「DOUBLE」內「Crossroad」Short Movie（2007年）
- 妄想少女御宅系（2007年，ドーガ堂） 飾演 淺井留美
- カクトウ便（2008年） 飾演 角田ゆき

### Original Video
- 魔法戰隊魔法連者VS刑事連者（2006年，東映） 飾演 藍色魔法使／小津麗
- 超忍者隊INAZUMA!（2006年，東映） 飾演 Kaguya

### CM
- 富士重工業 Impreza 『加油篇』 與大森拓郎、向井理共同演出（2006年－）
- 中國銀行（2007年－）

## DVD
- KAILAND DVD（2006年6月24日，Wani Books）
- ナツアサミ（2007年7月27日，Wani Books）
- MY SWEET ANGEL（2007年10月26日，角川Entertainment）
- Natural Smile 21st ASAMI（2008年9月19日，For-side.com）
- Beautiful Days（2008年12月15日，LINES COMMUNICATIONS）
- love trip（2009年4月24日，竹書房）
- Eternity（2009年7月24日，GRASSOC）

## 書籍

### 照片集
- KAILAND（2006年3月25日，Wani Books）
- Birth（2007年5月27日，Wani Books）
- Feel（2009年4月1日，彩文館出版）

### 其他
- 甲斐麻美官方卡片集 ～Natural Smile～（2005年6月25日，さくら堂）
- 甲斐麻美官方卡片集「Smile Again」（2008年5月31日，さくら堂）
- 甲斐麻美 19 - 攝影專輯（2006年6月6日，竹書房）

## 關連項目
- 日本女演員列表

## 外部連結
- （日語） 甲斐麻美官方日誌
- （日語） 甲斐麻美官方網站
- （日語） 甲斐麻美所屬事務所 Cross Star Promotion （页面存档备份，存于）

| 前任： 林剛史 （特搜戰隊刑事連者） | 日本超級戰隊系列藍色戰士演員 魔法戰隊魔法連者 2005年2月13日-2006年2月12日 | 繼任： 三上真史 （轟轟戰隊冒險者） |